# Reinhold Henrik Horn af Rantzien
Reinhold Henrik Horn af Rantzien, född 1673 i Finland, död 1725, var en svensk friherre och militär.
Reinhold Henrik Horn var son till kapten Christoffer Henrik Horn och Christina von Vietinghoff. Han blev officer 1696, kapten vid Åbo läns tremänningsinfanteriregemente 1700, major vid Nylands fördubblingsinfanteriregemente, blev generaladjutant 1701, livdrabant 1702, var generaladjutant i Finland 1703–1709 och blev 1709 överstelöjtnant vid Hälsinge regemente. Horn var sekundöverste och tillförordnad chef för Hälsinge regemente 1710–1717, blev generalmajor och var chef för Jämtlands dragonregemente 1717–1725 och för Österbottens infanteriregemente 1721. Han upphöjdes 1723 till friherre men tog aldrig introduktion på riddarhuset i Sverige. Horn deltog i striderna vid Namur 1685, i slaget vid Kliszów 1702, i belägringen av Thorn 1703 samt i slaget vid Gadebusch 1712, där han sårades i sidan, i benet, i huvudet och i armen.